# Dominique Frischer
 (novembre 2013).
Si vous disposez d'ouvrages ou d'articles de référence ou si vous connaissez des sites web de qualité traitant du thème abordé ici, merci de compléter l'article en donnant les références utiles à sa vérifiabilité et en les liant à la section « Notes et références ».
Dominique Frischer (de son vrai nom Jacqueline Frischer) est une psychosociologue et essayiste française.

## Biographie
Elle est diplômée de l’institut de psychologie et titulaire d’une maîtrise de sociologie. Après avoir travaillé dans le domaine de la psychologie sociale,  elle s’est orientée vers le secteur des études de marchés qualitatives et en particulier dans le développement de nouveaux concepts produits et de communication.
En 1977, elle met fin à cette activité pour se consacrer à l’écriture d’un ouvrage sur l’expérience de la psychanalyse. Puis en continuant son activité de psychosociologue d’entreprise d’abord à mi-temps et ensuite à titre de consultante, elle persévère dans la voie de la création personnelle. La libre gestion de son temps lui a permis de publier plusieurs ouvrages et de réaliser de films documentaires pour la télévision. Entre 1979 et 1983 elle a collaboré au journal Le Monde.

## Publications
- Les Analysés parlent. (Image de la psychanalyse après usage). Stock 1977.
- Les mères célibataires volontaires. Stock 1979.
- Les faiseurs d’argent ou les mécanismes de la réussite. Belfond 1983.
- La France vue d’en face. Robert Laffont 1990.
- La revanche des misogynes. Où en sont les femmes après 30 ans de féminisme ? Albin Michel 1997.
- À quoi rêvent les jeunes filles. Grasset 1999. (traduction en italien).
- Le Moïse des Amériques. Vies et œuvres du munificent baron de Hirsch. (traduction en espagnol pour l’Amérique du Sud)(Grasset 2002). Prix 2003 du Livre d’Histoire et de Recherches Juives.
- Les enfants du silence et de la reconstruction, La Shoah en partage. Trois générations ; trois pays : France, États-Unis, Israël. Grasset 2008.
- Stefan Zweig, Autopsie d’un suicide, écriture, l’Archipel 2011.
- Golda Meir, La femme derrière la légende, l'Archipel 2015.

## Films
- La Saga des Faiseurs de fric (52 min). Antenne 2 (1983).
- Les Gagneuses' (52 min). Antenne 2 (1983).
- Vieillesse j’aurai ta peau (2 x 52 min). Antenne 2 (1984).
- Manger ou pas : L’anorexie et la boulimie (2 x 52 min). Antenne 2 (1984).
- Voyages Intérieurs (3 x 52 min).  TF1 (1987), La psychanalyse côté divan (1+1), La psychanalyse côté fauteuil (1).
- Le petit plus qui fait les grands champions (52 min). France 2 (1988).
- La Pub mode d’emploi (3 x 52 min). FR3 (1988).
- Noblesse Oblige (2 x 52 min) TF1 (1989).
- L’école vue d’en face (5 x 26 min). FR3 (1991).
- L’Angélus mania ou les dérives d’une œuvre d’art : l’Angélus de Millet (20 min).
- Les Japonais en France, stratégie d’une conquête (26 min) Arte, ZDF, (1996).
- La Pub dans tous ses états. Arte (1995).
- Sacré week-end (Les loisirs selon les classes sociales) (90 min). Arte (1997).

## Adaptation théâtrale
- Exposition d’une femme, à partir du livre de Blandine Solange, Inoculez-moi le sida et je vous dirai le nom de la rose (éd. Grasset), mise en scène de Philippe Adrien au Théâtre de la Tempête. Juin 2011. Novembre/décembre 2012.